# Michel Barro
 (juin 2020).
Si vous disposez d'ouvrages ou d'articles de référence ou si vous connaissez des sites web de qualité traitant du thème abordé ici, merci de compléter l'article en donnant les références utiles à sa vérifiabilité et en les liant à la section « Notes et références ».
Michel Barro est un général de corps d'armée français (2S).

## Biographie
Michel Barro est issu d'une famille de militaires. Son père, chef de corps du 3e RSM en Algérie, a auparavant participé à de nombreux conflits, toujours au sein d’unités de spahis marocains (Riff, Levant, Italie, Indochine). Après des études au Prytanée militaire, Michel Barro entre à Saint-Cyr en 1967. Sa carrière se partage ensuite entre différents régiments de l'arme blindée et des états-majors.

## La carrière militaire
Promu colonel le 1er décembre 1990 il commande le 1er régiment de spahis (1989-1991) pendant la guerre du Golfe. Il est ensuite affecté à l'état-major de l'Armée de terre en qualité de responsable du programme du char Leclerc et des questions relatives à la revalorisation de l'AMX 10RC.
Promu général de brigade, en 1996 il met en place la sous-direction « Recrutement » de l'Armée de terre alors en phase de professionnalisation,.
En 1998 il prend le commandement de la 6e brigade légère blindée. Il commande par la suite l’État-major de force n° 3, à Marseille, avant de commander l’Eurofor, à Florence. Il est promu général de division le 1er juillet 2001.
Il devient directeur de la Direction de la protection et de la sécurité de la défense (DPSD) en 2002. Promu général de corps d'armée en 2004, il est admis dans la 2e section des officiers généraux en 2005, par anticipation et sur sa demande. Le général Michel Barro préside l'association pour le Développement des Œuvres d'entraide dans l'armée (ADO) depuis 2006,.

## Distinctions
- Commandeur de la Légion d'honneur
- Commandeur de l'ordre national du Mérite